# 细弱香青
细弱香青（学名：Anaphalis tenuisissima）是菊科香青属的植物，为中国的特有植物。分布于中国大陆的四川等地，目前尚未由人工引种栽培。